# Répertoire d'ouvertures
Cet article utilise la notation algébrique pour décrire des coups du jeu d'échecs.
Au jeu d'échecs, le répertoire d'ouvertures d'un joueur est la séquence de coups qu'il choisit d'étudier (à l'entraînement) et de jouer (en compétition).

## Exemple: les matchs dechampionnats du mondeentre Garry Kasparov et Anatoli Karpov
L'évolution du répertoire avec les blancs d'Anatoli Karpov au cours des années 1970 et 1980 est instructive. Dans les années 1970, Karpov jouait 8 fois sur 10 l'Ouverture du pion roi avec les Blancs. En 1984, il n'a débuté que 8 fois sur 24 par 1. e2-e4 lors du premier match de Championnat du monde contre Garry Kasparov (match interrompu après 48 parties alors que Karpov menait 5 à 3) ; il a débuté 7 fois sur 12 par 1. e2-e4 lors du second match de Championnat du monde contre Kasparov (perdu par Karpov), et plus jamais lors des troisième, quatrième (match qui s'est conclu par un partage des points : 12 à 12) et dernier matchs de championnat du monde contre Kasparov. Il est intéressant de constater que Kasparov est au contraire passé progressivement de 1. d2-d4 à 1. e2-e4 contre Karpov à partir de la 44e (!) partie du match-marathon de 1984. Pour maximiser leurs résultats, ces deux joueurs ont donc été amenés à abandonner certaines lignes de jeu après des années de travail.

## Répertoire large ou étroit?
Le Champion du monde  Bobby Fischer était remarquablement fidèle à un répertoire d'ouvertures très étroit. Une telle spécialisation est très rare à haut niveau de nos jours, car il est par exemple facile de se préparer avec un logiciel contre Evgueny Svechnikov, et de repérer ainsi les failles de sa préparation (grâce à une base de données de ses parties comme celle de ChessBase). Dans How to Build Your Chess Opening Repertoire, Steve Giddins a écrit : « quelqu'un qui joue contre Svechnikov peut être certain à 99 % de la position qui sera sur l'échiquier au bout de 10 coups, voire plus ». L'intérêt pour Sveshnikov est qu'il a étudié durant de très nombreuses heures les thèmes de milieu de jeu et les finales typiques caractéristiques de l'ouverture, et qu'« il s'agit de la lacune principale des joueurs qui n'ont pas atteint le niveau de maître ».

## Ordre des coups ettranspositions
Le grand maître international Andrew Soltis, qui s'est spécialisé dans l'étude des transpositions aux échecs, a écrit un livre entier à ce sujet. Par exemple, pour un joueur de bon niveau qui maîtrise l'ordre des coups de la défense moderne et les multiples transpositions qu'elle autorise, cette ouverture peut se révéler une arme de gros calibre. Un autre exemple est l'Ouverture du pion dame 1. d2-d4 : après 1. d4 Cf6 2. c4 e6, les Blancs ont le choix entre 3. Cc3, 3. Cf3 ou 3. g3, lequel rentre dans la partie catalane, qui est une « troisième voie » n'ayant rien à voir avec les deux autres (c'est souvent un gambit). Si les Blancs optent pour le coup 3. Cc3, ils seront en mesure de jouer des lignes agressives telles que 1. d4 Cf6 2. c4 e6 3. Cc3 c5 4. d5 exd5 5. cxd5 d6 6. e4 g6 7. f4 contre la défense Benoni, ou encore, après 3...d5 4. cxd5 exd5, la variante d'échange du gambit dame refusé avec Cge2, qui est particulièrement dangereuse pour les Noirs. En revanche, après 3. Cf3 d5, la ligne de la variante d'échange du Gambit dame avec Cge2 n'est plus possible, et les Noirs peuvent aussi opter pour la très solide défense ouest-indienne, l'arme fétiche d'Anatoli Karpov par 3. Cf3 b6.

## Le conseil deMark Hebdenaux amateurs
Ne pas faire comme lui ! (il a commencé en jouant des ouvertures marginales qu'il a dû abandonner lorsqu'il s'est mis à rencontrer de forts joueurs). Apprendre au contraire dès le début un peu de théorie.